# Sauce Albert
La sauce Albert est une sauce principalement utilisée dans la cuisine anglaise pour accompagner le bœuf braisé. Elle est composée de raifort râpé, de bouillon, liée à la crème et aux jaunes d'œuf et relevée de moutarde diluée dans du vinaigre,,. 
Elle a comme base un fond brun ou un fond blanc. La sauce est liée à l'amidon de la mie de pain, un procédé inhabituel provenant de la cuisine du Moyen Âge.
On croit communément que la sauce a été nommée d'après le prince Albert, mari et prince consort de la reine Victoria. L'origine du nom est débattue car il n'existe aucune preuve qui l'atteste. Selon d'autres théories, la sauce aurait été élaborée plus tôt, au XVIe siècle.